# Solveig Rogstad
Solveig Rogstad (Nord-Aurdal, 31 luglio 1982) è un'ex biatleta norvegese.

## Biografia
Nata a Fagernes di Nord-Aurdal, in Coppa del Mondo esordì il 16 dicembre 2004 a Östersund (72ª), ottenne il primo podio il 9 gennaio 2008 a Ruhpolding (2ª) e la prima vittoria il 13 gennaio successivo nella medesima località.
In carriera prese parte a un'edizione dei Giochi olimpici invernali, Vancouver 2010 (61ª nell'individuale, 4ª nella staffetta) e a due dei Campionati mondiali (6ª nella staffetta a Östersund 2008 il miglior piazzamento).

## Palmarès

### Coppa del Mondo
- Miglior piazzamento in classifica generale: 14ª nel 2008
- 6 podi (2 individuali, 4 a squadre):
  - 3 vittorie (1 individuale, 2 a squadre)
  - 2 secondi posti (1 individuale, 1 a squadre)
  - 1 terzo posto (a squadre)

#### Coppa del Mondo - vittorie
| Data             | Località    | Nazione       | Specialità                                                           |
| ---------------- | ----------- | ------------- | -------------------------------------------------------------------- |
| 13 gennaio 2008  | Ruhpolding  | Germania      | PU                                                                   |
| 2 marzo 2008     | Pyeongchang | Corea del Sud | MX (con Ann Kristin Flatland, Hans Martin Gjedrem e Alexander Os)    |
| 14 dicembre 2008 | Hochfilzen  | Austria       | RL (con Julie Bonnevie-Svendsen, Ann Kristin Flatland e Tora Berger) |

Legenda:

PU = inseguimento

RL = staffetta

MX = staffetta mista